# Sabugal (freguesia)
A Freguesia de Sabugal foi uma freguesia portuguesa do Município do Sabugal que tinha 31,57 km² de área e 1 943 habitantes (2011), e, por isso, uma densidade populacional de 61,5 hab/km². A sua sede era a povoação de Sabugal, cidade desde 9 de Dezembro de 2004.
A Freguesia de Sabugal foi extinta (agregada) pela reorganização administrativa de 2012/2013, tendo o seu território sido agregado ao da Freguesia de Aldeia de Santo António para criar a União de Freguesias do Sabugal e Aldeia de Santo António.

## População
| População da freguesia de Sabugal | População da freguesia de Sabugal | População da freguesia de Sabugal | População da freguesia de Sabugal | População da freguesia de Sabugal | População da freguesia de Sabugal | População da freguesia de Sabugal | População da freguesia de Sabugal | População da freguesia de Sabugal | População da freguesia de Sabugal | População da freguesia de Sabugal | População da freguesia de Sabugal | População da freguesia de Sabugal | População da freguesia de Sabugal | População da freguesia de Sabugal |
| --------------------------------- | --------------------------------- | --------------------------------- | --------------------------------- | --------------------------------- | --------------------------------- | --------------------------------- | --------------------------------- | --------------------------------- | --------------------------------- | --------------------------------- | --------------------------------- | --------------------------------- | --------------------------------- | --------------------------------- |
| 1864                              | 1878                              | 1890                              | 1900                              | 1911                              | 1920                              | 1930                              | 1940                              | 1950                              | 1960                              | 1970                              | 1981                              | 1991                              | 2001                              | 2011                              |
| 1 550                             | 1 595                             | 1 986                             | 2 309                             | 2 504                             | 2 312                             | 2 569                             | 3 050                             | 3 238                             | 2 908                             | 2 251                             | 2 181                             | 2 366                             | 2 174                             | 1 943                             |

Por idades em 2001 e 2011:	

| 0-14 anos | 292 | 243 |  | 15-24 anos) | 300 | 197 |  | 25-64 anos | 1 124 | 1 038 |  | 65 e + anos) | 458 | 465 |

## Povoações Anexas
A freguesia do Sabugal era constituída por três localidades:
- Sabugal
- Torre
- Colónia Agrícola Martim Rei

## Clima
O Sabugal e toda a região têm Invernos muito frios com temperaturas que chegam aos 5 graus negativos, sendo frequente nevar, principalmente em Fevereiro, sendo esse o mês em que se tem registado mais precipitação sob a forma de neve. Os Verões são quentes e secos com temperaturas que muitas vezes passam os 35 graus.

## História
- Vestígios da época Neolítica e do Calcolítico. (Várias antas)
- Sinais da presença humana na época romana. (calçadas, epígrafes votivas e funerárias)
- Reconquista cristã da região
- Na Idade Média surge as primeiras referências precisas destas terras no Reino de Leão
- No fim do século XII, D. Afonso IX de Leão fundou a vila do Sabugal e deu-lhe foral.
- O Tratado de Alcanizes em 1297, Portugal fica com as terras da margem direita do Côa, incluido o Sabugal.
- Foral confirmado pelo rei D. Dinis de Portugal. Novo foral de D. Manuel (1515)
- 1811: Batalha do Gravato durante as invasões francesas.
- 1936: foi criada a Colónia Agrícola de Martim Rei pela Junta de Colonização Interna. Aí foram instalados 36 colonos. Cada casal agrícola possui 9,6 hectares para subsistência agrícola. Foram construída escola e capela, da autoria do arquitecto Rogério de Azevedo[3] e a Adega Cooperativa de Martim Rei.

## Património
- Castelo do Sabugal e restos da respectiva muralha;
- Pedra gravada com a medida de comprimento (côvado);
- Pelourinho do Sabugal;
- Cruzeiro dos Centenários;
- Casa da Rainha;
- Edifícios do Museu, da Câmara Municipal, da Câmara (Assembleia Municipal), do Palácio da Justiça, da Caixa de Crédito e da Caixa Geral de Depósitos;
- Ponte (sobre o rio Côa);
- Fonte Velha;
- Núcleo de dois moinhos e ponte.

## Personalidades ilustres
- Conde de Sabugal

## Festas e Romarias
- Romaria de Nossa Senhora da Graça: realiza-se três vezes por ano, na segunda-feira de Pascoela (feriado municipal), a 15 de agosto (festa do Emigrante) e no 1.º domingo de Setembro
- Festa de Santa Teresinha: no fim-de-semana mais próximo do 13 de Maio
- Festa de Santo António: no fim-de-semana mais próximo do 13 de Junho
- Festa de São João: no fim-de-semana mais próximo de 24 de Junho
- Festa de São Pedro: a 29 de Junho, no Largo da Fonte e no 1.º fim-de-semana de Julho, no Bairro dos Pinhos
- Festa de Santo Isidro: no início de Agosto, na Colónia Agrícola Martim Rei
- Festa de Nossa Senhora de Fátima: em meados de Agosto, na Torre
- Sabugal Presépio, Madeiro e Passagem de Ano: em Dezembro

## Feiras e Mercados
- 1.ª quinta-feira do mês
- 3.ª terça-feira do mês
- Feira de São Pedro, a 29 de Junho

## Equipamentos
- Centro de Saúde
- Escola Secundária
- Escola Primária
- Quartel dos Bombeiros
- Quartel da Guarda Nacional Republicana
- Lar da 3.ª Idade